# Saint-Félicien (Francja)
Saint-Félicien – miejscowość i gmina we Francji, w regionie Owernia-Rodan-Alpy, w departamencie Ardèche.
Według danych na rok 1990 gminę zamieszkiwało 1240 osób, a gęstość zaludnienia wynosiła 58 osób/km² (wśród 2880 gmin regionu Rodan-Alpy Saint-Félicien plasuje się na 668. miejscu pod względem liczby ludności, natomiast pod względem powierzchni na miejscu 446.).

## Populacja

Populacja Saint-Félicien w latach 1962-2008